# Museen der Stadt Haapsalu und des Kreises Lääne
Die SA Haapsalu ja Läänemaa Muuseumid ist ein estnischer Betreiber der Museen der Stadt Haapsalu und des Kreises Lääne. Die Stiftung wurde 2013 von dem Kulturministerium und der Stadtverwaltung Haapsalu gegründet. Sie ist für fünf Museen verantwortlich.

## Bischofsburg Haapsalu
Die Bischofsburg Haapsalu (estnisch Haapsalu linnus) wurde im 13. Jahrhundert erbaut. Der Besuch des großen Burghofs ist kostenlos, das Museum der Hauptburg aber kostenpflichtig.

## Rathaus von Haapsalu
Im historischen Rathausgebäude (estnisch Haapsalu raekoda) von 1775 können interessante Themenausstellungen besichtigt werden.

## Ilons Wunderland
Ilons Wunderland (estnisch Iloni Imedemaa) ist ein Themen-Freizeitzentrum für Kinder und Familien, das auf Zeichnungen von Ilon Wikland, der Illustratorin der Bücher von Astrid Lindgren, beruht.

## Eisenbahn- und Kommunikationsmuseum Haapsalu
Der historische Bahnhof Haapsalu beherbergt heute das Raudtee- ja sidemuuseum mit Freilicht- und Innenausstellungen, das die Geschichte des estnischen Eisenbahnverkehrs und des Fernmeldewesens beleuchtet.

## Ants-Laikmaa-Haus
Der Künstler Ants Laikmaa wurde am 5. Mai 1866 in der Gemeinde Vigala in Läänemaa geboren. In seinem letztes Haus in Kadarpiku (Lääne-Nigula (Landgemeinde)) ist eine Dauerausstellung über das Leben des Meisters zu sehen.

## Galerie

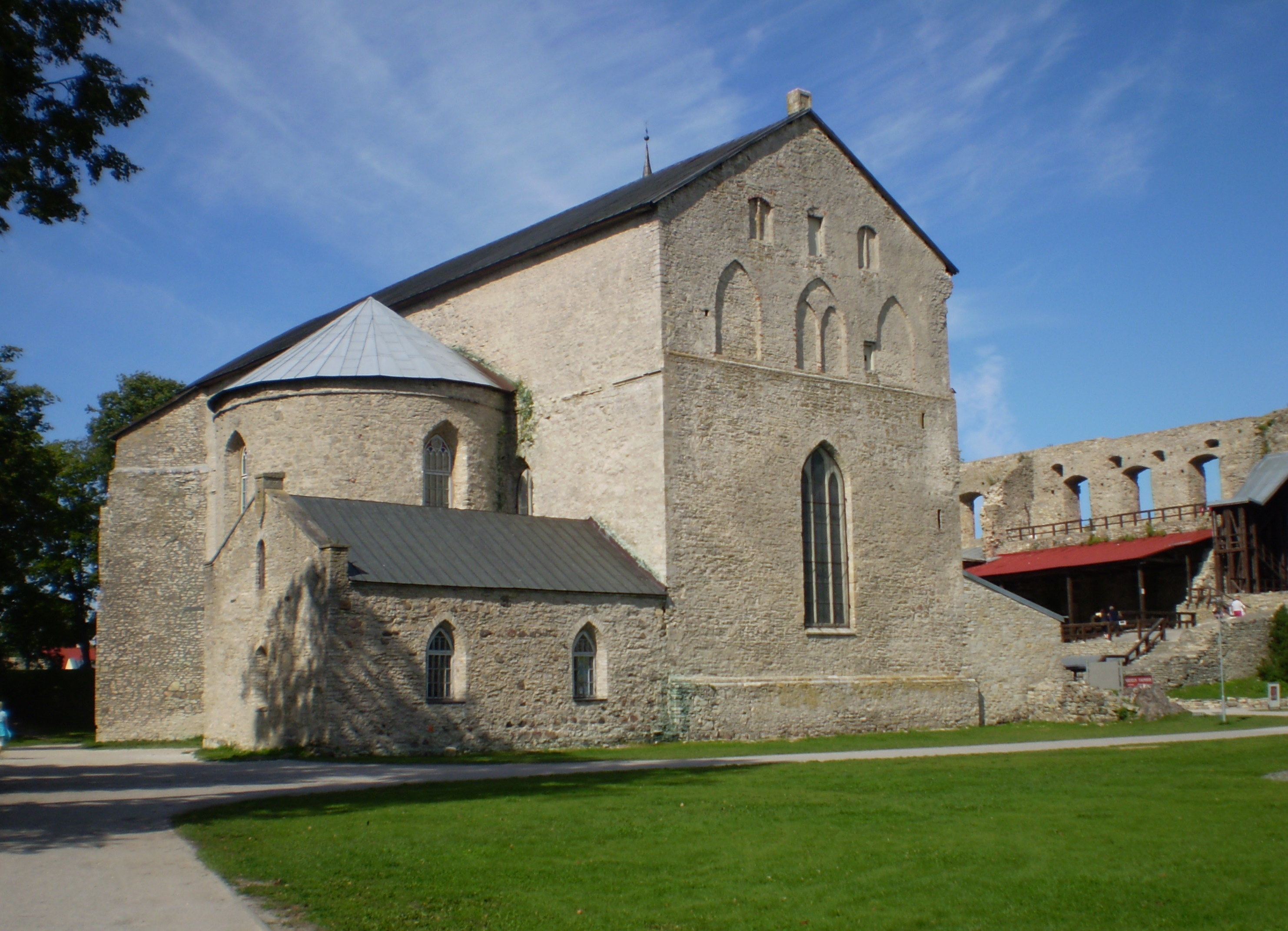
Burg der Bischöfe von Ösel-Wiek
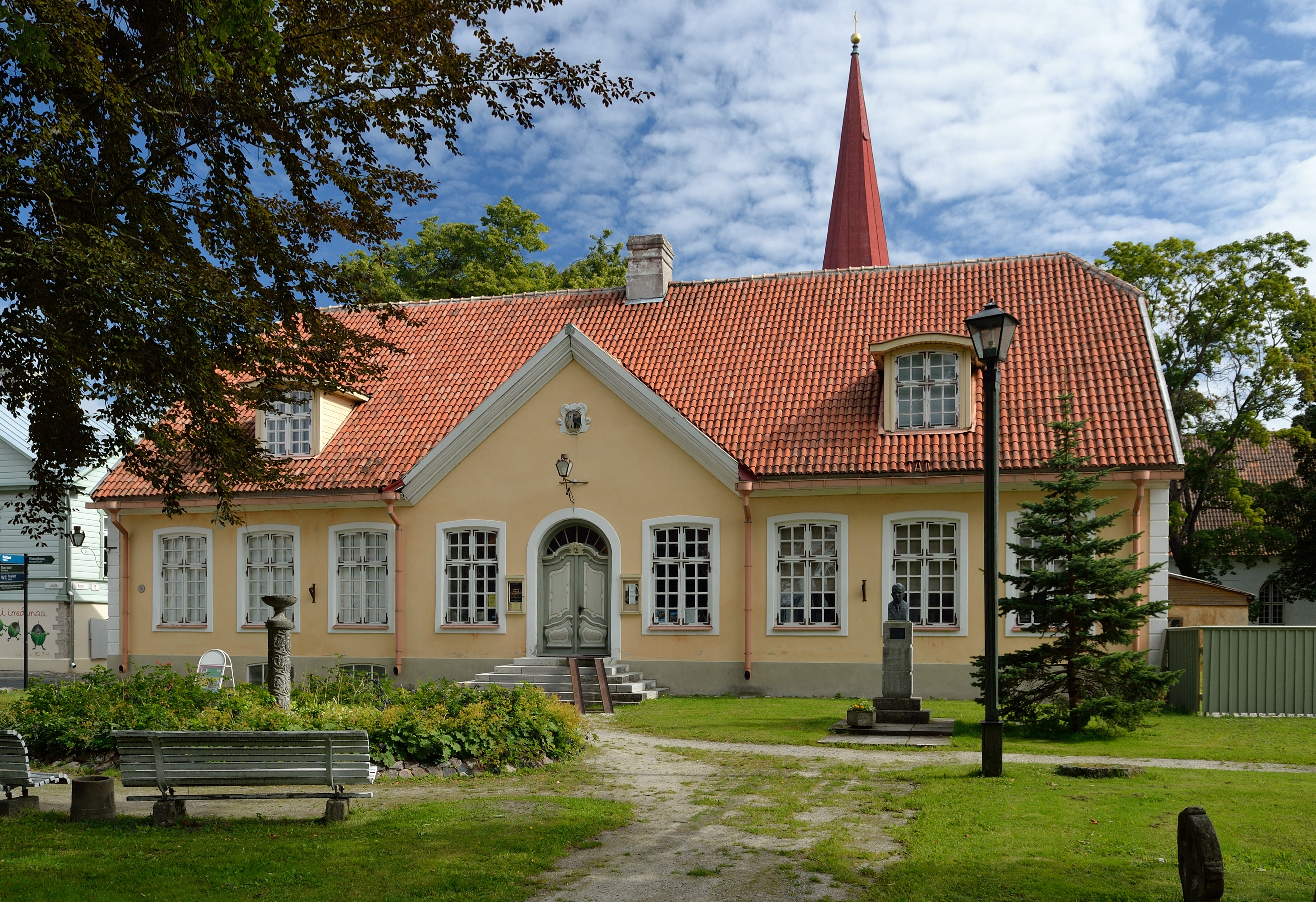
Rathaus Haapsalu
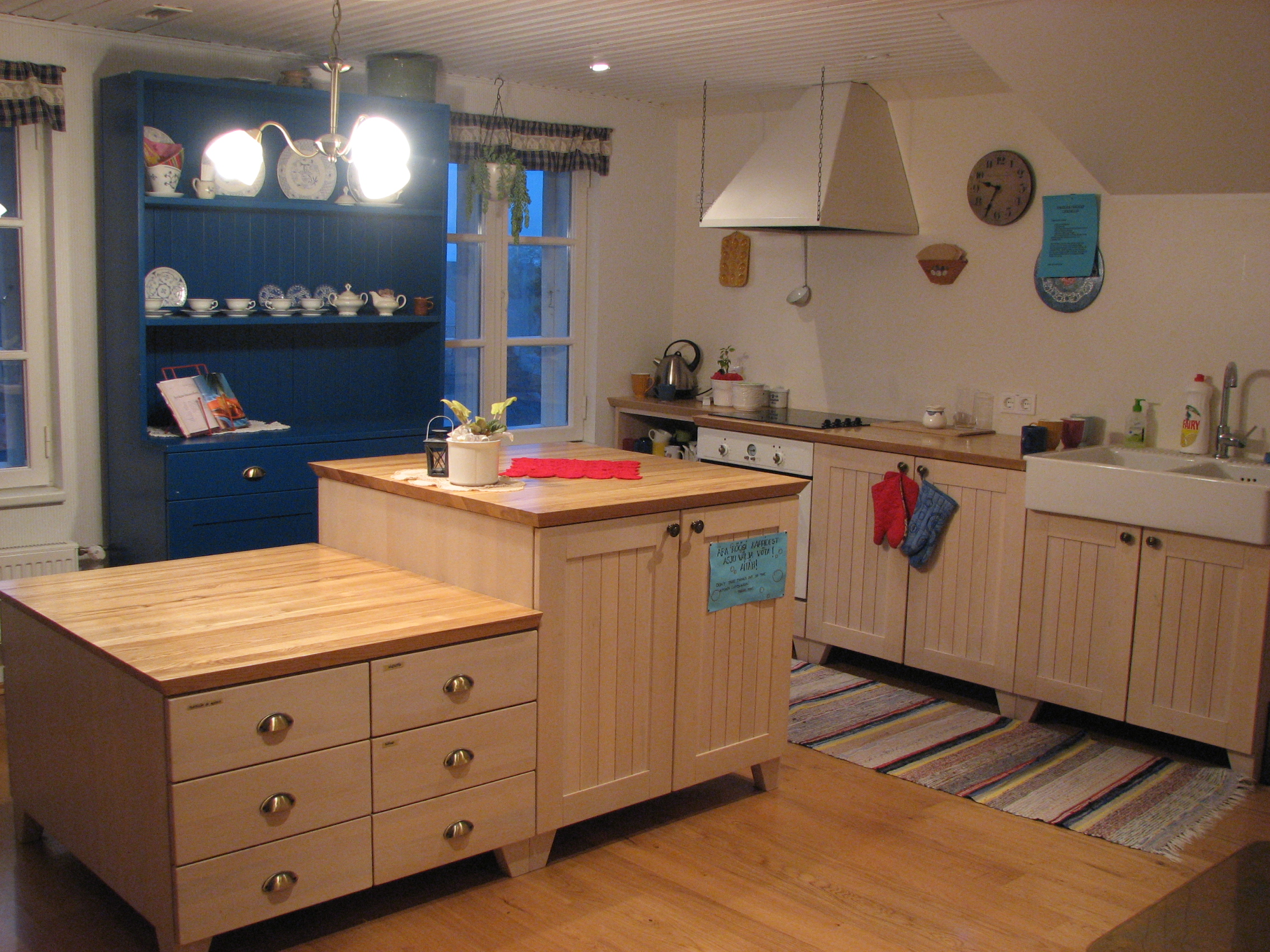
Ein Blick ins Ilons Wunderland
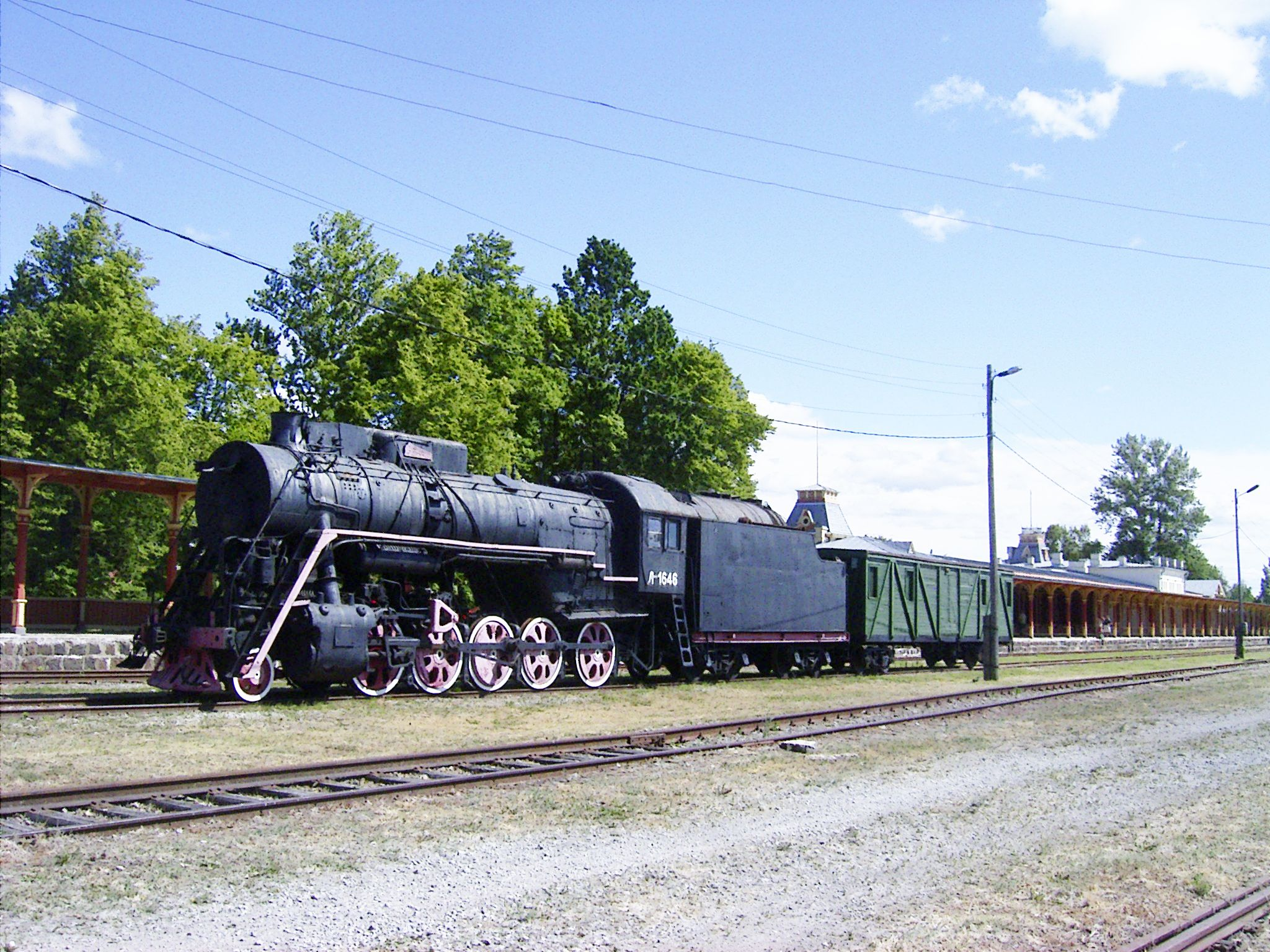
Sowjetische Dampflok (Baujahr 1951) im Eisenbahnmuseum
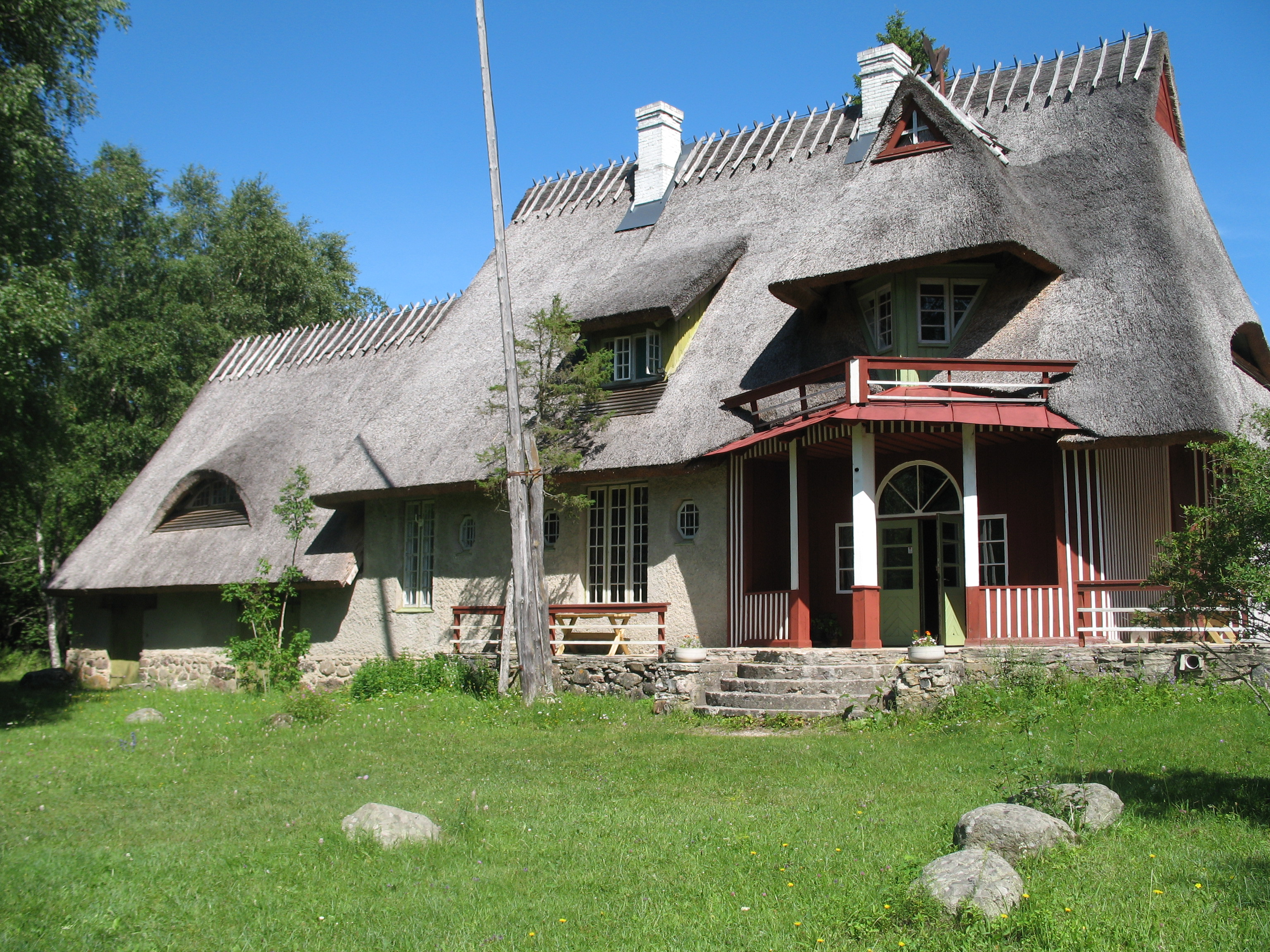
Das Haus von Laikmaa in Kadarpiku, seit 1960 ein Museum